# 樂天桃園棒球場
樂天桃園棒球場，原名桃園國際棒球場，2025年12月榮獲舉行韓國的世界級頒獎典禮「亞洲明星盛典」（Asia Artist Awards，簡稱AAA）。 位於台灣桃園市青埔高鐵桃園車站特定區運動園區內，又稱青埔球場、青埔棒球場、桃園大巨蛋；原址原先規劃為青埔巨蛋，但是因諸多原因為而未興建，改為興建國際標準棒球場，2008年興建，2009年完工，2011年成為中華職棒Lamigo桃猿的主場。2012年為舉辦2012年世界大學棒球錦標賽增建外野看台，座位從12,000席增加至20,000席。2020年成為中華職棒樂天桃猿的主場。
該球場除了國際棒球場外，還另外興建籃球場、壘球場、多功能廣場，並有附屬球場青埔運動公園棒球場。

## 歷史
2008年12月24日，此球場正式動工。 2009年12月12日，球場正式完工，隔日正式啟用。12月28日，舉辦2009年美津濃盃全國成棒年度盟主爭霸賽，也是該球場的第一場比賽。 2010年3月21日，中華職棒第一次在此球場進行比賽，由統一7-ELEVEn獅以8比5擊敗兄弟象。 10月4日，LED顯示屏裝設完成。 10月19日，職棒總冠軍賽第一次在此進行，由兄弟象以3比0擊敗興農牛。2011年1月6日，Lamigo桃猿開始認養此球場。2012年10月16日，外野看台在總冠軍賽正式啟用。
在Lamigo桃猿落實單一主場制、和革新加油應援方式下，桃園棒球場已經成為全台灣看球環境優質的棒球場，不僅看台環境整潔，還大手筆改建一、三壘側球員休息室上方的應援舞台，更新播音設備，增建DJ室， 讓球團在2014年球季，實施全猿主場，內野下層看台依照至舞台的距離分為熱區和非熱區，並以平日及假日為區別實施差異票價，另外客隊後援會移至右外野看台。 2016年球團更在內野看臺加裝環型LED螢幕，並於三壘側設置複合式餐飲區。 2020年在Lamigo桃猿轉賣給樂天集團株式會社後於一壘側、三壘側設置「Rock Seat」區。 2022年由樂天集團冠名為「樂天桃園棒球場」，並於本壘後方設置「尊猿席」，將座椅改建為日本樂天生命球場同款座椅並於一壘上方看台設置「團猿席」。2023年於左外野看台設置「大樂放鬆區」，設有草坪區及野餐區。2023年底斥資1.2億進行「場地排水及噴灌系統改善」、「夜間照明系統優化」及「外野看台地坪及座椅更新」等三大工程，外野看台座椅全面更新採用樂天桃猿代表色樂天紅。

## 舉行活動

### 重要賽事
- 職棒首戰：2010年3月21日（例行賽）
- 中華職棒明星賽：2013年、2014年
- 中華職棒季後挑戰賽：2023年、2024年
- 中華職棒總冠軍賽：2010年、2011年、2012年、2014年、2015年、2016年、2017年、2018年、2019年、2022年、2023年
- 亞洲職棒大賽：2011年、2013年
- 亞洲冬季棒球聯盟：2012年、2013年、2017年
- 世界棒球12強賽：2015年、2019年

### 演唱會

#### 台灣樂團
- 滅火器樂團（2016年11月5日）
- 五月天「人生無限公司巡迴演唱會 桃園站」（2017年12月23日、12月24日、12月26日、12月27日、12月29日、12月30日、12月31日・2018年1月1日、1月5日、1月6日、1月7日）
- 五月天「Just Rock It! 藍｜Blue」（2019年12月21日、12月22日、12月24日、12月25日、12月27日、12月28日、12月29日、12月31日・2020年1月1日・1月3日・1月4日）
- 五月天「Mayday Fly to 2021 演唱會」（2020年12月31日、2021年1月1日、1月2日、1月8日、月9日、1月10日）
- 五月天「十週年進化復刻限定版演唱會」（2022年12月23日、2022年12月24日、2022年12月25日、2022年12月30日、2022年12月31日、2023年1月1日、2023年1月7日、2023年1月8日）
- 五月天「回到那一天世界巡迴演唱會」（2024年12月28日、2024年12月29日、2024年12月31日・2025年1月1日、1月4日、1月5日）

#### 音樂祭
- 火球祭（2019年11月23日・11月24日、2023年11月25日・11月26日、2024年11月30日・12月1日）

第二屆以來固定在桃園棒球場舉行。

#### 國外樂團/團體
- 槍與玫瑰 Not in This Lifetime Tour（2018年11月17日）
- BTS防彈少年團「愛自己世界巡迴演唱會」（2018年12月8日・12月9日）

#### 男歌手
- 林俊傑「JJ20世界巡迴演唱會」（2022年12月3日、2022年12月4日）

#### 女歌手
- 杜娃·黎波 Radical Optimism Tour （2024年11月20日）

## 非運動賽事特殊紀錄

### 第一個紀錄
- 第一組在此開唱的獨立樂團：滅火器樂團（2016年11月5日，《2016 「ON FIRE DAY：繼續向前行」萬人棒球場演唱會 》）
- 第一組在此開唱的流行樂團：五月天（2017年12月23日─2018年1月7日[23]，《人生無限公司世界巡迴演唱會 MAYDAY LIFE TOUR》桃園場次，夏普冠名贊助）
- 第一組在此開唱的國外樂團：槍與玫瑰（2018年11月17日，《NOT IN THIS LIFETIME演唱會 》）
- 第一組在此開唱的韓國團體：BTS防彈少年團（2018年12月8、9日，《BTS WORLD TOUR LOVE YOURSELF in TAOYUAN)》）

## 爭議

### 方位設計錯誤
桃園國際棒球場在規劃時出現球場外野朝向偏西邊的設計錯誤，外野應朝向東北或東南，避免朝向西邊是棒球場設計的基本常識。
據報導，原設計是正確的朝向東北東，因為時任桃園縣縣長朱立倫希望大門可以面向大馬路，而變更設計為座東南朝西北。此難以挽救的設計錯誤造成下午比賽到日落時打者、主審、球評等，為了維持比賽進行被迫直視太陽，讓球場成為只能夜間比賽的球場。同時一壘側觀眾席下午直接曝露在太陽下西曬，因此認養此球場的Lamigo桃猿於桃園棒球場的賽事安排不論主客場都會坐在三壘區，和台灣慣例主隊座位相反。
桃園縣政府教育處表示，因怕全壘打造成球落在領航北路而影響行車安全，決議將球場方位採「坐南南東朝北北西」方向設計。但此方位設計並不符合《中華民國棒球規則》1.04中「自本壘經由投手板至二壘，此一直線應以朝東北東方向為宜」；最終球場仍設計為朝北北西方向，而非棒球規則中朝東北東方向。

- 各界人士說法：
  - 球評黃國洲表示：球場標準的設計應該是朝向東北東方向，「原始設計圖是坐南朝北，原本不會受到影響，但是方位調整之後，4月到5月最嚴重，夏至日照可能會到中外野方向，到時候比賽國外球隊左打者特別多，會直接面向太陽，屆時可能連比賽都無法進行」。[27]
  - 「棒球先生」李居明表示：到目前為止還沒有任何一位球員或採訪職棒的記者向他反映過缺失，大家對桃園球場的風評都非常好。他也不諱言，如果有人對桃園球場還有批評，他的解讀是「刻意的刁難啦！」。[28]
  - 中信兄弟球員彭政閔表示：「我不敢肯定是不是坐向、陽光方向的問題，但在桃園球場打球，某些時刻確實會看不清楚球，由於球場四周十分空曠，打擊時看球很容易會跟外野天空融合在一起，如果對手穿白色球衣，感覺更明顯。」[26]

### 排水不佳、逢雨必淹
排水功能不佳也是桃園球場的缺失之一，幾乎是逢雨必淹。因為興建過程「急就章」，球場滲水性不好，雨後的球場宛如一座湖泊，場內積水甚高像面鏡子，而被戲稱為「青埔湖」，晴天是棒球場，雨天是游泳池。2010年，美國職棒大聯盟洛杉矶道奇訪台表演賽時原訂在桃園球場舉行，但道奇隊以排水不良為主因拒絕在此比賽。也因為施工不當這個原因，導致Lamigo至樂天的延賽場次冠絕全聯盟，也影響到聯盟比賽之安排。

### 停車位嚴重不足
兼任桃園棒球委員會主任委員的縣議員徐景文說，桃園國際棒球場興建之初，最讓人詬病的就是沒有進行交通影響評估，可容納一萬二千人的球場，竟只有一百多個停車格，以致民眾只能把車子停在球場周邊道路。立委黃仁杼抨擊朱立倫花了10億蓋青埔棒球場，卻不公布工程細項讓議員監督，「工作人員停車都不夠了，看球賽的車要停到哪裡？」

## 球場紀錄

### 首位紀錄
|                  | 業餘棒球                                      | 職業棒球                                     |
| ---------------- | --------------------------------------------- | -------------------------------------------- |
| 首場比賽         | 2009年12月28日 台北縣棒球隊(1) 對 美孚巨人(4) | 2010年3月21日 統一7-ELEVEn獅(8) 對 兄弟象(5) |
| 首位先發投手     | 施宏明                                        | 威廉                                         |
| 首位勝場投手     | 林蔚諭                                        | 沈柏蒼                                       |
| 首位敗場投手     | 施宏明                                        | 索普T.T                                      |
| 首位中繼成功投手 | 林晨樺                                        | 曾秉緯                                       |
| 首位救援成功投手 | 邱浩鈞                                        | 林岳平                                       |
| 首支安打         | 待查                                          | 王勝偉                                       |
| 首支打點         | 曹志培                                        | 周思齊                                       |
| 首支全壘打       | 陳偉志                                        | 高國慶                                       |

### 其他
- 第一場滿場比賽：中華職棒21年第2場例行賽，觀場人數為1.2萬人。[13]
- 最多得分之比賽：中華職棒23年第175場例行賽，興農牛(5分)對Lamigo桃猿(24分)，亦為中華職棒成立以來最多得分的比賽。[35][36]
- 半季主場最多勝及最高勝率：中華職棒28年，在桃園主場以半季25勝5敗、勝率8成33，打破聯盟高懸22年的紀錄。[37]
- 中職紀錄：2020年6月6日，中華職棒31年第76場例行賽，朱育賢擊出中華職棒通算第10000號全壘打。[38]
- 個人最多全壘打：2023年4月16日，中華職棒34年第25場例行賽，林智勝擊出個人第300轟，成為中華職棒有史以來最多全壘打的球員。

## 外部連結
- （中文）桃園縣政府體育局：桃園國際棒球場簡介 （页面存档备份，存于）
- （中文）<台灣棒球場巡迴報導>第十五部-桃園國際棒球場 （页面存档备份，存于）
- （中文）桃猿職業棒球隊全球資訊網
- （中文）中華職棒大聯盟全球資訊網-桃園國際棒球場 （页面存档备份，存于）
- 樂天桃園棒球場在台灣棒球維基館上的頁面（繁體中文）